# عرب السويد
العرب السويديون هم المواطنون والمقيمون السويديون من أصول عربية.ويقدر عددهم ب 540,000 الف ويشكلون 5% في المئة من الشعب السويدي.